# Barbara Matić
Barbara Matić (Split, 3. prosinca 1994.), hrvatska judašica, olimpijska pobjednica iz Pariza 2024., svjetska i europska prvakinja.
Dva puta je bila svjetska juniorska prvakinja te dva puta u seniorska svjetska prvakinja u ženskoj konkurenciji do 70 kg, Matić je osvojila broncu na Europskom judo prvenstvu u Montpellieru 2014. godine i prvo mjesto na Europskom judo prvenstvu u Zagrebu 2024. godine. U poluzavršnici je nakon vodstva izgubila od Njemice Laure Vargas-Koch, a nakon repasaža u borbi za broncu pobijedila je Španjolku Mariju Bernabeu. Nastupala je za Hrvatsku na Olimpijskim igrama u Riju 2016. godine gdje je ostala bez plasmana izgubivši u prvom kolu od Portorikanke Marie Perez. Nastupila je i na Olimpijskim igrama u Tokiju 2021. godine gdje je osvojila peto mjesto. Na europskom prvenstvu u Varšavi 2017. osvojila je broncu u kategoriji do 70 kg. U poluzavršnici izgubila je od Njemice Scoccimarro, a u borbi za treće mjesto pobijedila Šveđanku Bernholm.
Drugim pojedinačnim odličjem s europskog prvenstva postala je prva judašica, a drugi hrvatski judoka s dva europska odličja, nakon Gorana Žuvele.
Na istom prvenstvu u Varšavi je u djevojčadskoj konkurenciji s Hrvatskom u sastavu Tena Šikić, Tihea Topolovec, Marijana Mišković Hasanbegović, Barbara Matić, Ivana Šutalo osvojile broncu na Europskom seniorskom prvenstvu u judu u Varšavi.
Njezina mlađa sestra Brigita Matić je također bila uspješna u judu na juniorskoj razini.
Članica je judo kluba Pujanke iz Splita, čije su judašice Ana Kokeza, Brigita Matić, Karla Prodan, Zrinka Miočić, Anja Kovačević i Katarina Marasović ekipne prvakinje Hrvatske i za 2015. i 2016. dobitnice nagrade Ekipa Dalmacije.
Matić je osvojila Svjetsko prvenstvo u judu 2021. u kategoriji do 70 kilograma u Budimpešti pobijedivši Japanku Yoko Ono, što je i ujedno prvo svjetsko zlato za hrvatske džudaše. Osvojila je i Svjetsko prvenstvo u Taškentu 2022. također u kategoriji do 70 kilograma.
Uvjerljivo je osvojila zlatnu medalju na Olimpijskim igrama u Parizu 2024. u kategoriji do 70 kg. To je prva hrvatska medalja u judu na Olimpijskim igrama. Pobijedila je redom Talijanku Kim Pollong, Španjolku Ai Tsunoda Roustant, Nizozemku  Sanne van Dijke i u finalu Njemicu Miriam Butkereit, waza-arijem 1:0. To su bile njene treće Olimpijske igre za redom. Na OI 2016. u Rio de Janeiru ispala je u prvom kolu, a na OI 2020. u Tokiju osvojila je 5. mjesto.